# Phenacogaster
Phenacogaster és un gènere de peixos de la família dels caràcids i de l'ordre dels caraciformes.

## Taxonomia
- Phenacogaster apletostigma (Lucena & Gama, 2007)[2]
- Phenacogaster beni (Eigenmann, 1911)[3]
- Phenacogaster calverti (Fowler, 1941)[4]
- Phenacogaster carteri (Norman, 1934)[5]
- Phenacogaster franciscoensis (Eigenmann, 1911)[3]
- Phenacogaster jancupa (Malabarba & de Lucena, 1995)[6]
- Phenacogaster megalostictus (Eigenmann, 1909)[7]
- Phenacogaster microstictus (Eigenmann, 1909)[7]
- Phenacogaster pectinatus (Cope, 1870)[8]
- Phenacogaster suborbitalis (Ahl, 1936)[9]
- Phenacogaster tegatus (Eigenmann, 1911)[3][10][11][12][13][14][15][16][17]